# 王小橙
王小橙（1990年8月7日—），中國大陸演员。出生於重庆。所属經紀公司為泰洋川禾。王小橙并不是专业演员，从10岁开始学习舞蹈，大学学习汉唐古典舞，在大二时开始接触主持人和演员这一职业。

## 个人资料
王小橙在1990年8月7日出生于重庆 。

## 經歷

### 出道前
王小橙并不是专业演员，从10岁开始学习舞蹈，大学学习汉唐古典舞，在大二时开始接触主持人和演员这一职业。

### 出道
2016年，主演喜剧爱情电影《蜜月计划》；同年，主演由冯小刚监制、叶京导演的电影《记得少年那首歌1969》 。
2017年，参演古装大剧《如懿传》剧中饰演莲心；同年参演电视剧《老中医》，饰演翁晓嵘。
2020年，参演的古装玄幻剧《无心法师3》于2020年3月3日在腾讯视频、爱奇艺、优酷首播；剧中饰演卢佩华。

## 影視作品

### 参演电视剧
| 上映年份      | 电视剧名稱     | 角色   |
| ------------- | -------------- | ------ |
| 2018年        | 大英雄         | 姚之夏 |
| 2018年8月20日 | 如懿传         | 莲心   |
| 2019年2月21日 | 老中医         | 翁晓嵘 |
| 2020年3月3日  | 无心法师Ⅲ      | 卢佩华 |
| 2020年4月5日  | 楼下女友请签收 | 周晓静 |

### 参演电影
| 日期         | 电影名稱               | 角色   |
| ------------ | ---------------------- | ------ |
| 2016年       | 《记得少年那首歌1969》 | 高小妹 |
| 2017年9月8日 | 《蜜月计划》           | 孟薇薇 |